# Будинок на вулиці Саксаганського, 117
Будинок на вулиці Саксаганського, 117 — житловий будинок у Голосіївському районі Києва, на вулиці Саксаганського. Цінний зразок київського модерну через свою виразну композицію.

## Опис
Побудовано на замовлення інженера-механіка Я. Чорногрязького. Від 2 до 5 поверхи займали житлові квартири по дві на поверх.
Т-подібний п'ятиповерховий у стилі модерн. Дах двосхилий з бляшаним покриттям.
Фасад симетричний з гранчастим еркером. На 5му поверсі є фриз з металевими полицями на кронштейнах. По боках є трикутні щипці з ліпленням у вигляді вінків з гірляндами. Вікна п'ятого поверху оздоблені меандрами, на фланках — ліплені картуші.
Вікна другого поверху мають складну конструкцію трифори.

## Видатні жителі
У 1910 роках в будинку жив видатний математик Астряб Олександр Матвійович.

## Галерея

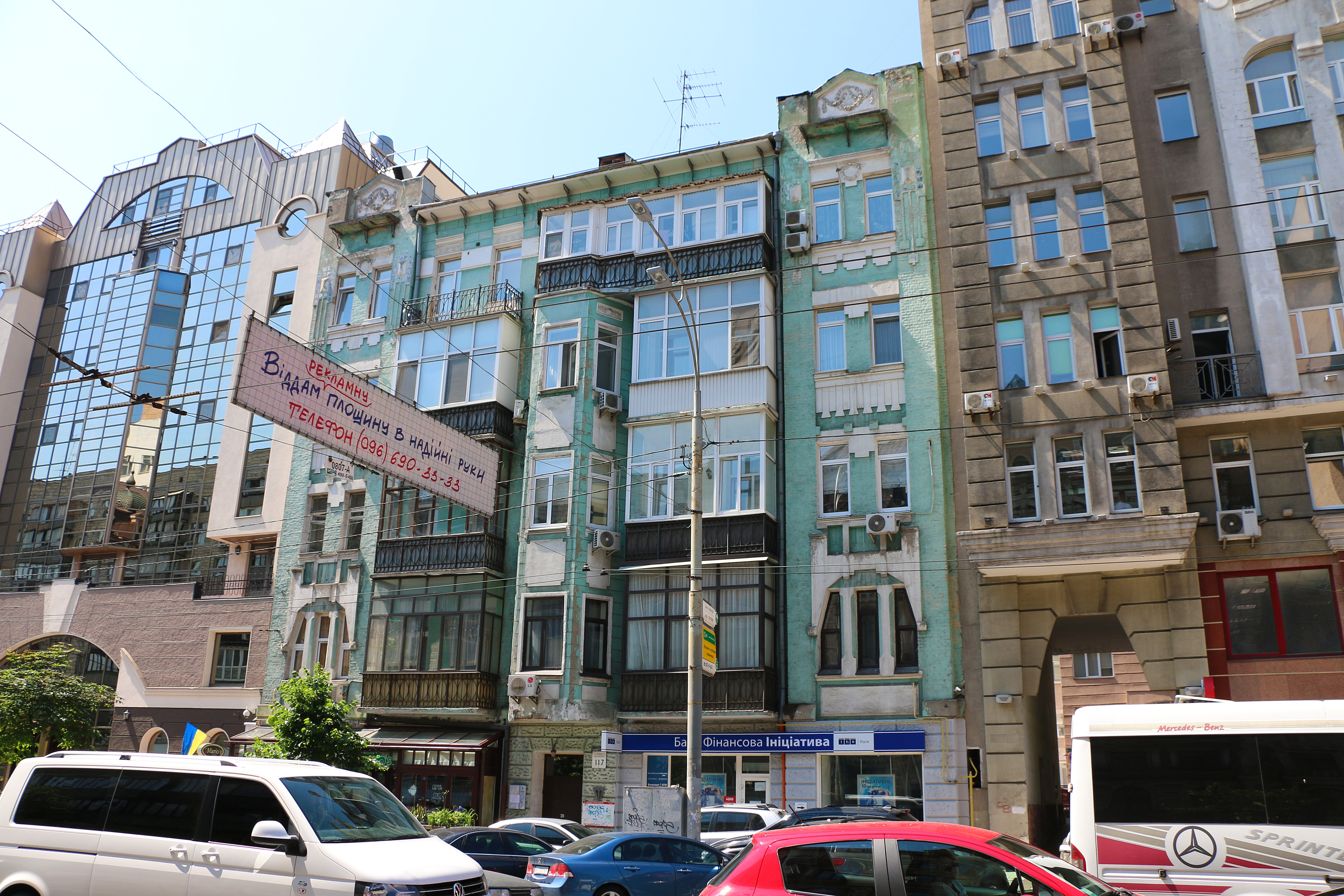
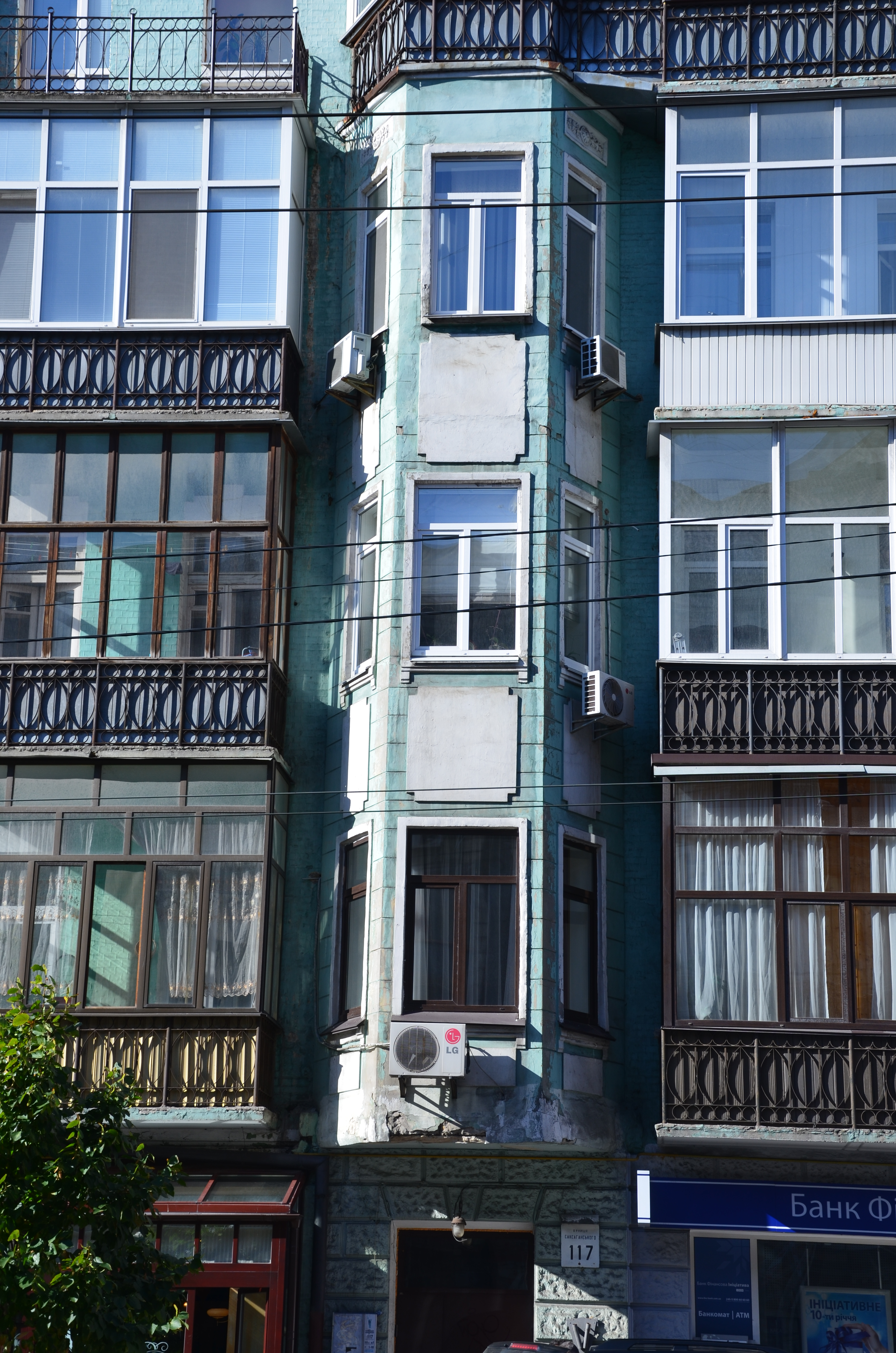
Еркер
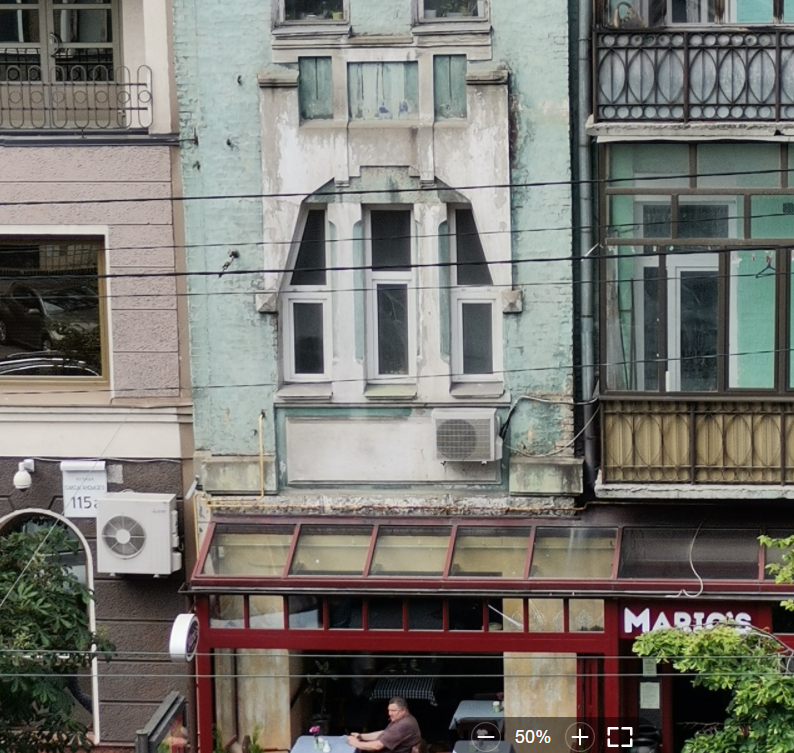
Трифорій
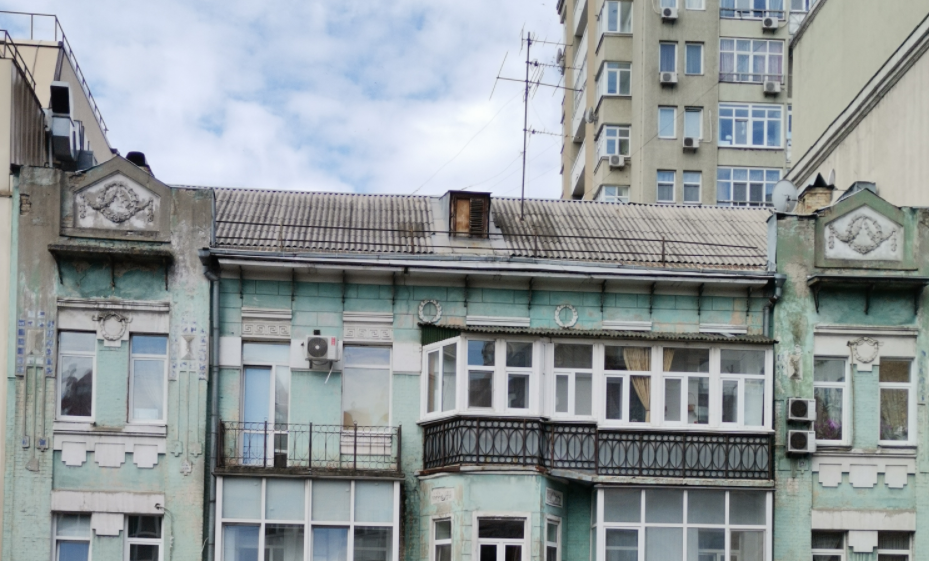
Щипці